# Hugonia planchonii
Hugonia planchonii är en linväxtart som beskrevs av Joseph Dalton Hooker. Hugonia planchonii ingår i släktet Hugonia och familjen linväxter. Inga underarter finns listade i Catalogue of Life.